# 杉山光男
杉山 光男（すぎやま みつお、1956年 - ）は、日本の作家、劇画原作者、歴史研究家、ゴルゴ13研究家。宮城県石巻市生まれ。東京大学文学部西洋史学科卒業。

## 略歴
出版社勤務を経て、1990年より執筆活動を始める。また、歴史研究家として、テレビ東京「新説!?みのもんたの日本ミステリー!〜失われた真実に迫る〜」「新説!? 日本ミステリー」にしばしば出演。「武田信玄と上杉謙信は信長に暗殺されていた」「武田信玄と徳川家康は親子だった」「佐々木小次郎はキリシタンだった」「千利休は家康の指令で秀吉暗殺を企んだ」「篤姫は将軍家定と大老井伊直弼暗殺の黒幕だった」等の奇説を展開している。
ゴルゴ13研究家としては、書籍やWebサイト『THEゴルゴ道』等の企画・執筆・解説等を担当。2008年6月には、MBSラジオ「ゴー傑P」にゲストとして出演した。

## 作品

### 「杉山光男」名義の作品
- 恐竜のひみつ最新もの知り大事典 1990年 ISBN 978-4092590526
- 信長殺しの犯人は秀吉だった! 1991年 ISBN 978-4195046753
- KAZE 魔雲関ケ原の巻 1996年 ISBN 978-4199000256
- 本能寺殺人事件の真相 信長殺しの犯人は秀吉だった! 1998年 ISBN 978-4810375534
- 人間として犯してはならない13の禁忌 2001年 ISBN 978-4821107490
- 新約聖書100問勝負 2001年 ISBN 978-4931178342
- 家康の父親は武田信玄だった! 2006年 ISBN 978-4821150762

### 「杉並良太郎」名義の作品
- 忠臣蔵100問勝負 1998年 ISBN 978-4931178182
- 邪馬台国100問勝負 1999年 ISBN 978-4931178229

### 「流星絶太」名義の作品
- 超絶格闘王 せがた三四郎物語 1998年 ISBN 978-4757202405

### 「鏑矢光和」名義の作品
- ドキュメント日蓮 竜の口法難の一日 2004年 ISBN 978-4476061963

### 「杉山光男」名義の劇画原作
- 藤原四代の野望 徳間書店 1993年